# Mistrzostwa Polski w Short Tracku 2014
Mistrzostwa Polski w Short Tracku 2014 – 18. edycja mistrzostw, która odbyła się w dniach 28 lutego – 2 marca 2014 roku na lodowisku Helena w Elblągu.

## Wyniki

### Kobiety

#### 500 metrów
Finał
| Miejsce | Zawodniczka          | Klub              | Wynik  | Punkty |
| ------- | -------------------- | ----------------- | ------ | ------ |
| 1.      | Patrycja Maliszewska | Juvenia Białystok | 44,917 | 34     |
| 2.      | Natalia Maliszewska  | Juvenia Białystok | 45,241 | 21     |
| 3.      | Nikola Mazur         | Juvenia Białystok | 45,357 | 13     |
| 4.      | Magdalena Warakomska | Juvenia Białystok | 46,704 | 8      |

#### 1000 metrów
Finał
| Miejsce | Zawodniczka          | Klub                | Wynik    | Punkty |
| ------- | -------------------- | ------------------- | -------- | ------ |
| 1.      | Patrycja Maliszewska | Juvenia Białystok   | 1:44,369 | 34     |
| 2.      | Natalia Maliszewska  | Juvenia Białystok   | 1:44,433 | 21     |
| 3.      | Monika Grządkowska   | Stoczniowiec Gdańsk | 1:47,097 | 13     |
| 4.      | Agnieszka Tawrel     | Juvenia Białystok   | 1:47,163 | 8      |
| 5.      | Patrycja Rokicka     | Juvenia Białystok   | 1:48,084 | 5      |

#### 1500 metrów
Finał
| Miejsce | Zawodniczka           | Klub              | Wynik    | Punkty |
| ------- | --------------------- | ----------------- | -------- | ------ |
| 1.      | Patrycja Maliszewska  | Juvenia Białystok | 2:46,616 | 34     |
| 2.      | Natalia Maliszewska   | Juvenia Białystok | 2:46,671 | 21     |
| 3.      | Nikola Mazur          | Juvenia Białystok | 2:46,870 | 13     |
| 4.      | Barbara Kobylakiewicz | AZS Opole         | 2:53,351 | 8      |
| 5.      | Agnieszka Tawrel      | Juvenia Białystok | 2:57,221 | 5      |
| 6.      | Marta Knoch           | AZS Opole         | 3:13,462 | 3      |

#### Superfinał 3000 metrów
Finał
| Miejsce | Zawodniczka           | Klub                | Wynik    | Punkty |
| ------- | --------------------- | ------------------- | -------- | ------ |
| 1.      | Patrycja Maliszewska  | Juvenia Białystok   | 5:55,106 | 34     |
| 2.      | Natalia Maliszewska   | Juvenia Białystok   | 5:55,634 | 21     |
| 3.      | Magdalena Warakomska  | Juvenia Białystok   | 5:56,143 | 13     |
| 4.      | Monika Grządkowska    | Stoczniowiec Gdańsk | 6:01,055 | 8      |
| 5.      | Patrycja Rokicka      | Juvenia Białystok   | 6:12,626 | 5      |
| 6.      | Nikola Mazur          | Juvenia Białystok   | 6:39,676 | 3      |
| 7.      | Agnieszka Tawrel      | Juvenia Białystok   | 7:13,940 | 7      |
| -       | Barbara Kobylakiewicz | AZS Opole           | PEN      | 0      |

#### Wielobój
Klasyfikacja
| Miejsce | Zawodniczka           | Klub                | Dystanse | Dystanse | Dystanse | Dystanse | Punkty |
| Miejsce | Zawodniczka           | Klub                | 1500 m   | 500 m    | 1000 m   | 3000 m   | Punkty |
| ------- | --------------------- | ------------------- | -------- | -------- | -------- | -------- | ------ |
| 1.      | Patrycja Maliszewska  | Juvenia Białystok   | 1        | 1        | 1        | 1        | 136    |
| 2.      | Natalia Maliszewska   | Juvenia Białystok   | 2        | 2        | 2        | 2        | 84     |
| 3.      | Nikola Mazur          | Juvenia Białystok   | 3        | 3        | 8        | 6        | 29     |
| 4.      | Magdalena Warakomska  | Juvenia Białystok   | 16       | 4        | 6        | 3        | 21     |
| 5.      | Monika Grządkowska    | Stoczniowiec Gdańsk | 8        | 7        | 3        | 4        | 21     |
| 6.      | Agnieszka Tawrel      | Juvenia Białystok   | 5        | 9        | 4        | 7        | 20     |
| 7.      | Patrycja Rokicka      | Juvenia Białystok   | 18       | 6        | 5        | 5        | 10     |
| 8.      | Barbara Kobylakiewicz | AZS Opole           | 4        | 14       | 41       |          | 8      |
| 9.      | Marta Knoch           | AZS Opole           | 6        | 10       | 7        |          | 3      |

#### Sztafeta 3000 metrów
Finał
| Miejsce | Klub                                                                                         | Wynik    |
| ------- | -------------------------------------------------------------------------------------------- | -------- |
| 1.      | Juvenia Białystok Natalia Maliszewska Patrycja Maliszewska Nikola Mazur Magdalena Warakomska | 4:32,876 |
| 2.      | AZS Opole Oliwia Gawlica Barbara Kobylakiewicz Marta Knoch Aida Bella                        | 4:37,512 |
| 3.      | Orzeł Elbląg Dorota Kisielewska Kamila Stormowska Marika Surowiec Weronika Surowiec          | 4:53,505 |
| 4.      | Juvenia Białystok II Julia Boryszewska Patrycja Markiewicz Patrycja Rokicka Agnieszka Tawrel | PEN      |

### Mężczyźni

#### 500 metrów
Finał
| Miejsce | Zawodnik            | Klub              | Wynik  | Punkty |
| ------- | ------------------- | ----------------- | ------ | ------ |
| 1.      | Dawid Rzemieniecki  | Juvenia Białystok | 44,240 | 34     |
| 2.      | Adam Filipowicz     | AZS Opole         | 58,866 | 21     |
| -       | Sebastian Kłosiński | Orzeł Elbląg      | PEN    | 0      |
| -       | Michał Domański     | Orzeł Elbląg      | PEN    | 0      |

#### 1000 metrów
Finał
| Miejsce | Zawodnik            | Klub                | Wynik    | Punkty |
| ------- | ------------------- | ------------------- | -------- | ------ |
| 1.      | Szymon Wilczyk      | Juvenia Białystok   | 1:35,808 | 34     |
| 2.      | Sebastian Kłosiński | Orzeł Elbląg        | 1:35,914 | 21     |
| 3.      | Dawid Rzemieniecki  | Juvenia Białystok   | 1:36,100 | 13     |
| 4.      | Rafał Grycner       | Stoczniowiec Gdańsk | 1:36,124 | 8      |

#### 1500 metrów
Finał
| Miejsce | Zawodnik            | Klub              | Wynik    | Punkty |
| ------- | ------------------- | ----------------- | -------- | ------ |
| 1.      | Szymon Wilczyk      | Juvenia Białystok | 2:28,834 | 34     |
| 2.      | Sebastian Kłosiński | Orzeł Elbląg      | 2:29,150 | 21     |
| 3.      | Wojciech Kamieński  | Juvenia Białystok | 2:29,353 | 13     |
| 4.      | Michał Domański     | Orzeł Elbląg      | 2:29,456 | 8      |
| 5.      | Dawid Rzemieniecki  | Juvenia Białystok | 2:30,092 | 5      |
| 6.      | Adam Filipowicz     | AZS Opole         | 2:30,262 | 3      |

#### Superfinał 3000 metrów
Finał
| Miejsce | Zawodniczka         | Klub                | Wynik    | Punkty |
| ------- | ------------------- | ------------------- | -------- | ------ |
| 1.      | Adam Filipowicz     | AZS Opole           | 5:13,304 | 39     |
| 2.      | Szymon Wilczyk      | Juvenia Białystok   | 5:20,395 | 21     |
| 3.      | Dawid Rzemieniecki  | Juvenia Białystok   | 5:20,586 | 13     |
| 4.      | Rafał Grycner       | Stoczniowiec Gdańsk | 5:21,190 | 8      |
| 5.      | Sebastian Kłosiński | Stoczniowiec Gdańsk | 5:23,838 | 5      |
| 6.      | Wojciech Kamieński  | Juvenia Białystok   | 5:25,538 | 3      |
| 7.      | Michał Domański     | Orzeł Elbląg        | 5:50,438 | 2      |

#### Wielobój
Klasyfikacja
| Miejsce | Zawodniczka         | Klub                | Dystanse | Dystanse | Dystanse | Dystanse | Punkty |
| Miejsce | Zawodniczka         | Klub                | 1500 m   | 500 m    | 1000 m   | 3000 m   | Punkty |
| ------- | ------------------- | ------------------- | -------- | -------- | -------- | -------- | ------ |
| 1.      | Szymon Wilczyk      | Juvenia Białystok   | 1        | 5        | 1        | 2        | 89     |
| 2.      | Dawid Rzemieniecki  | Juvenia Białystok   | 5        | 1        | 3        | 3        | 65     |
| 3.      | Adam Filipowicz     | AZS Opole           | 6        | 2        | 9        | 1        | 63     |
| 4.      | Sebastian Kłosiński | Stoczniowiec Gdańsk | 2        | 3        | 2        | 5        | 47     |
| 5.      | Rafał Grycner       | Stoczniowiec Gdańsk | 7        | 6        | 4        | 4        | 16     |
| 6.      | Wojciech Kamieński  | Juvenia Białystok   | 3        | 12       | 5        | 6        | 16     |
| 7.      | Michał Domański     | Orzeł Elbląg        | 4        | 4        | 7        | 7        | 10     |

#### Sztafeta 5000 metrów
Finał
| Miejsce | Klub | Wynik    |
| ------- | --- | -------- |
| 1.      | Juvenia Białystok Wojciech Kamieński Wojciech Kraśnicki Dawid Rzemieniecki Szymon Wilczyk Bartosz Konopko | 7:16,918 |
| 2.      | Juvenia Białystok II Rafał Anikiej Jakub Borowski Krystian Korecki Karol Nieścier                         | 7:20,262 |
| 3.      | Orzeł Elbląg Michał Domański Adrian Jasiński Sebastian Kłosiński Dawid Kowalski Michael Popov             | 7:25,656 |
| 4.      | Orzeł Elbląg II Rafał Adamkowski Jakub Bakalarz Krystian Giszka Beniamin Rumak                            | 7:52,034 |